# Friedrich Kalkbrenner

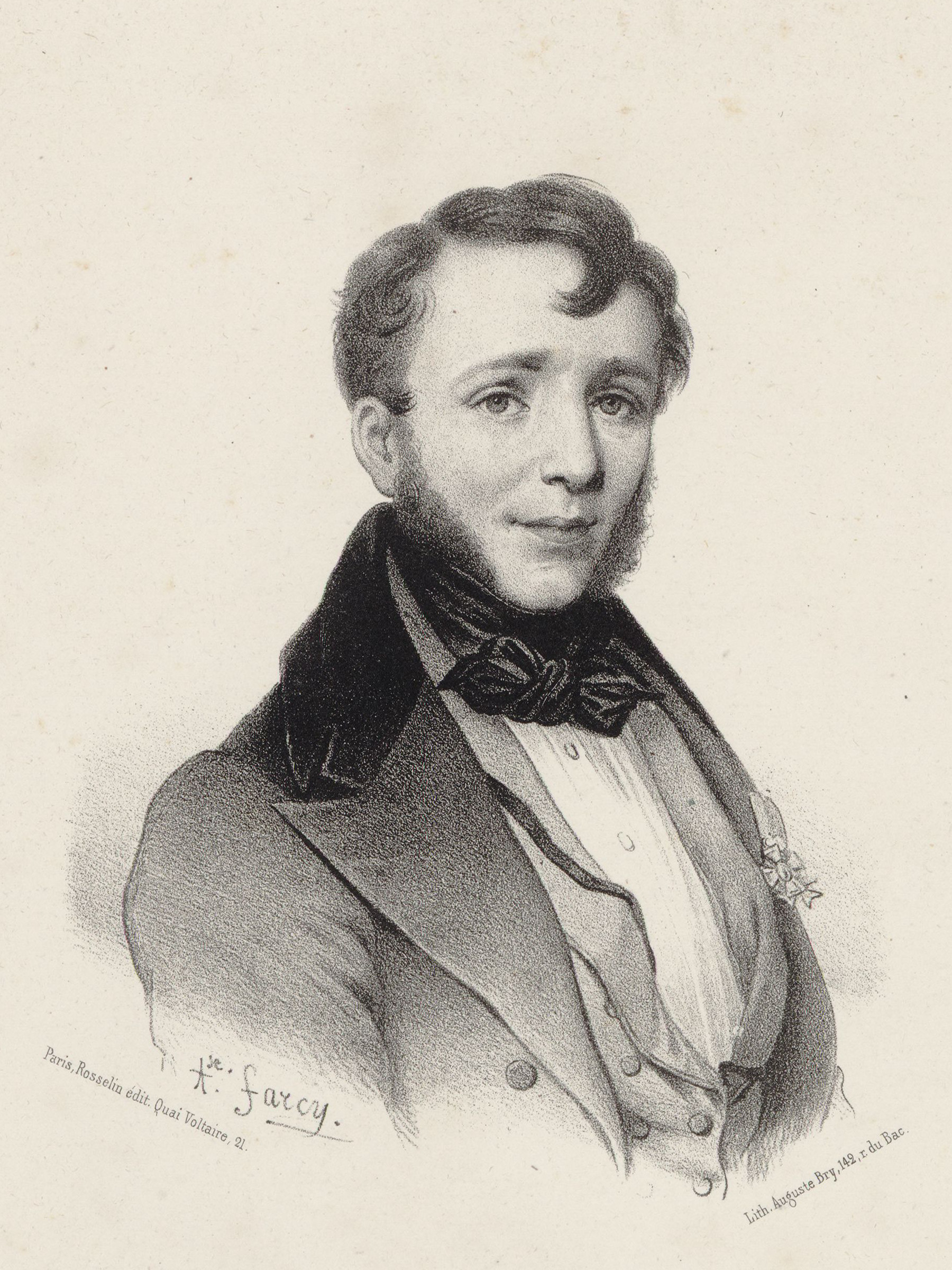
Porträt Kalkbrenners von Auguste Bry, nach einer Zeichnung von Alphonse Farcy

Friedrich Wilhelm Michael Kalkbrenner, auch Frédéric Kalkbrenner (* 7. November 1785 während einer Reise seiner Mutter von Kassel nach Berlin; † 10. Juni 1849 in Enghien-les-Bains bei Paris) war ein deutsch-französischer Pianist und Komponist.

## Leben
Als Sohn von Christian Kalkbrenner erhielt er seine Ausbildung bei Louis Adam am Pariser Konservatorium (1799–1801) und am Konservatorium Wien (1803/04). Förderer und Lehrer in Wien waren unter anderem Joseph Haydn, Johann Georg Albrechtsberger und Ludwig van Beethoven.
Sein Wirken begann er als Klavierlehrer und Pianist in Paris. Ab 1818 führte er diese Laufbahn mit Johann Bernhard Logier in London erfolgreich weiter. Eine Konzertreise nach Deutschland folgte. Er ließ sich um 1824 in Paris nieder und gründete eine Musikschule für Fortgeschrittene. 1826 ließ er sich dort endgültig nieder und wurde französischer Staatsbürger.
Kalkbrenners Methode des Klavierspiels wurde von seinem Schüler Camille Stamaty fortgeführt und von Franz Liszt anerkennend erwähnt. Kalkbrenner war ein Idol von Frédéric Chopin, der ihm sein e-Moll-Klavierkonzert widmete. Er wurde Geschäftspartner des Klavierbauers Ignaz Pleyel und gelangte zu hohem Ansehen. Friedrich Kalkbrenner war, besonders in Frankreich, einer der bekanntesten Pianisten seiner Zeit.
Kalkbrenner starb 1849, im selben Jahr wie Chopin, an den Folgen einer Cholera. Sein Grab befindet sich auf dem Cimetière de Montmartre.

## Werke (Auswahl)
- Klavierkonzert Nr. 1 d-Moll op. 61 (1823)
- Klavierkonzert Nr. 2 e-Moll op. 85 (1826)
- Klavierkonzert Nr. 3 a-Moll op. 107 (1829)
- Klavierkonzert Nr. 4 As-Dur op. 127 (1835)
- Grande Sonate für Klavier in F-Dur op. 28
- Sonate in As-Dur op. 177
- Grand Trio No. 1 für Klavier, Violine und Violoncello in e-Moll op. 7
- Grand Trio No. 2 für Klavier, Violine und Violoncello in As-Dur op. 14
- Drittes Trio für Klavier, Violine und Bass in B-Dur op. 26
- Viertes Trio für Klavier, Violine und Violoncello in D-Dur op. 84
- Fünftes Grand Trio für Klavier, Violine und Violoncello in As-Dur op. 149
- Großes Quintett für Klavier, Klarinette, Horn, Violoncello und Kontrabass in a-Moll op. 81
- Großes Septett op. 132
- Adagio ed Allegro di bravura op. 102 (1830)
- Les Charmes de la Walse op. 73
- Polonaise brillante in B-Dur op. 55
- Introduktion und Rondino für Klavier über Ahi! povero Calpigi aus Salieris Tarare op. 78